# Arrondissement d'Œls
L'arrondissement d'Œls est un arrondissement de Silésie, qui existe de 1742 à 1945. Son chef-lieu est la ville d'Œls.

## Histoire
Après la conquête de la majeure partie de la Silésie, le roi Frédéric II introduit par ordre du cabinet du 25 novembre 1741 des structures administratives prussiennes en Basse-Silésie. Cela comprend la création de deux chambre de guerre et de domaine (de) à Breslau et Glogau ainsi que leur subdivision en arrondissements et la nomination d'administrateurs d'arrondissement (de) le 1er janvier 1742.
Dans la principauté d'Œls, l'une des sous-principautés silésiennes, les arrondissements prussiens d'Œls-Bernstadt et de Trebnitz sont formés à partir des faubourgs silésiens d'Œls, Bernstadt et Trebnitz. Conrad Adolph von Dyhrn-Schönau est nommé premier administrateur de l'arrondissement d'Œls-Bernstadt. 
L'arrondissement d'Œls-Bernstadt est initialement subordonné à la chambre de la guerre et du domaine de Breslau à la fin du XVIIIe siècle. Au cours des réformes Stein-Hardenberg en 1815, l'arrondissement d'Œls est affecté au district de Breslau dans la province de Silésie.
Dans la réforme de l'arrondissement du 1er janvier 1818 , la ville de Medzibor ainsi que les villages de Benjaminsthal, Charlottenfeld, Conradau, Erdmannsberg, Friedrikenau, Glashütte, Glashütte bei Tscheschen, Hammer, Honig, Johannisdörfel, Joschune, Kalkowsky, Kenschen, Kenschenhammer, Klenowe, Kottowsky, Kenschenhammer, Klenowe, Kottowsky, Kenschenhammer, Klenowe, Kottowsky, Kenschenhammer, Pawlau, Riefken, Silonke, Suschen, Tscheschen et Wielky passent de l'arrondissement d'Œls à l'arrrondissement de Wartenberg (de).
Comme l'orthographe fluctuait entre Œls et Öls, "Œs" est officiellement établi comme nom de l'arrondissement et de la ville le 4 avril 1913.
Le 8 novembre 1919, la province de Silésie est dissoute et la nouvelle province de Basse-Silésie est formée à partir des districts de Breslau et Liegnitz. Le 1er avril 1928, la ville de Hundsfeld avec des parties du districts de domaine de Hundsfeld sont transférés à l'arrondissement urbain de Breslau. Le 30 septembre 1929, tous les districts du manoir de l'arrondissement d'Œls sont dissous et attribués aux communes rurales voisines. Le 1er avril 1938, les provinces de Basse-Silésie et de Haute-Silésie fusionnent pour former la nouvelle province de Silésie. Le 18 janvier 1941, la province de Silésie est de nouveau dissoute et la nouvelle province de Basse-Silésie est formée à partir des districts de Breslau et Liegnitz.
Au printemps 1945, l'Armée rouge s'empare de la zone de l'arrondissement. Selon l'Accord de Potsdam (de), il est placé sous l'administration de la République populaire de Pologne. Dans les années suivantes, la République populaire de Pologne expulse les habitants de la zone de l'arrondissement dans les années suivantes et l'a peuple de Polonais.
Aujourd'hui, l'ancien arrondissement d'Œls et l'ancien arrondissement de Groß Wartenberg (de) forment le powiat d'Oleśnica.

## Évolution de la population

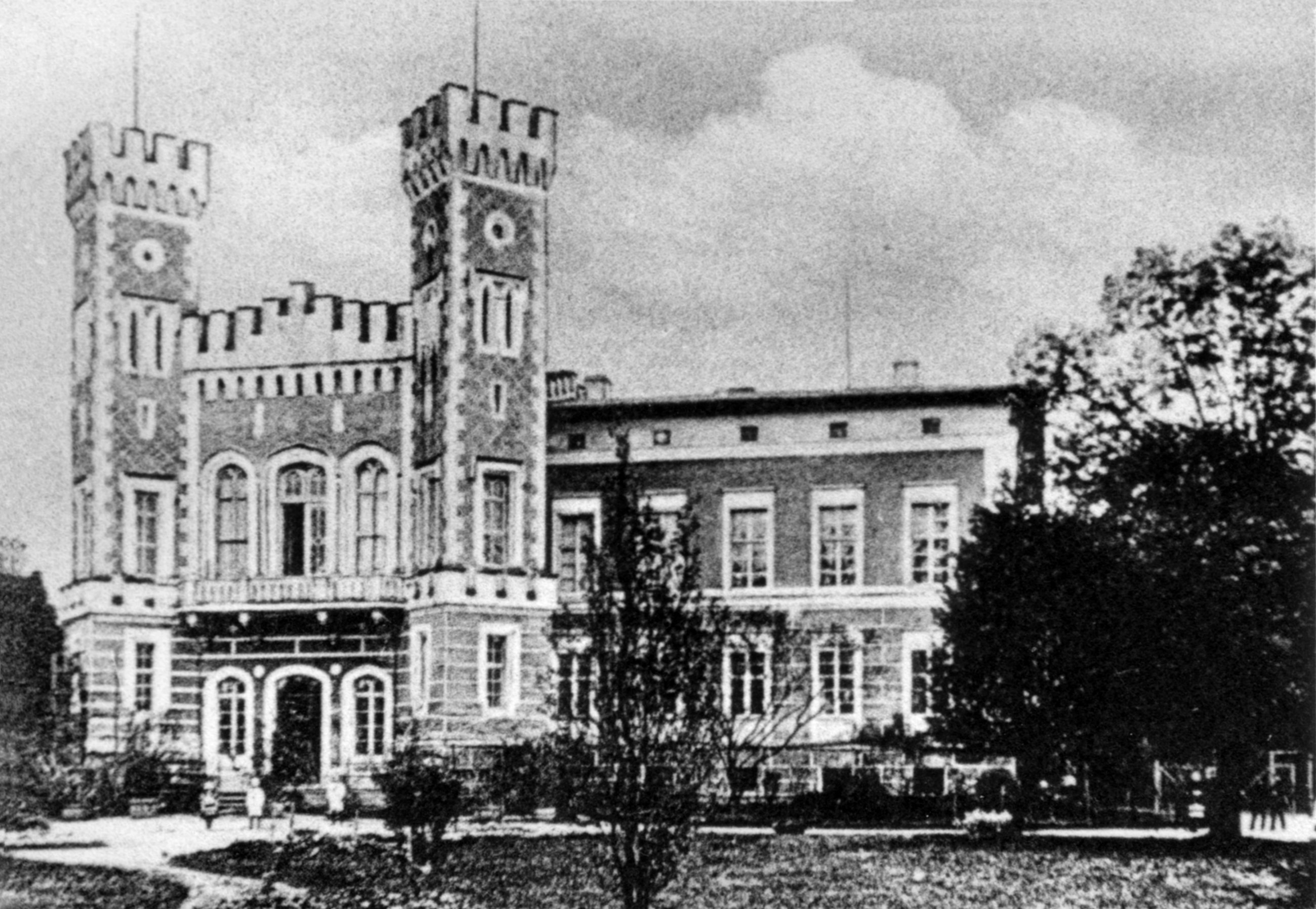
au XIXe siècle, Bogschütz, Œls, Silésie. (famille von Randow)

| Année | Habitants | Source |
| ----- | --------- | ------ |
| 1795  | 47 305    | [ 6 ]  |
| 1819  | 43 340    | [ 7 ]  |
| 1846  | 59 302    | [ 8 ]  |
| 1871  | 64 559    | [ 9 ]  |
| 1885  | 67 443    | [ 10 ] |
| 1900  | 64 390    | [ 11 ] |
| 1910  | 65 408    |        |
| 1925  | 67 695    |        |
| 1939  | 70 626    |        |

## Administrateurs de l'arrondissement

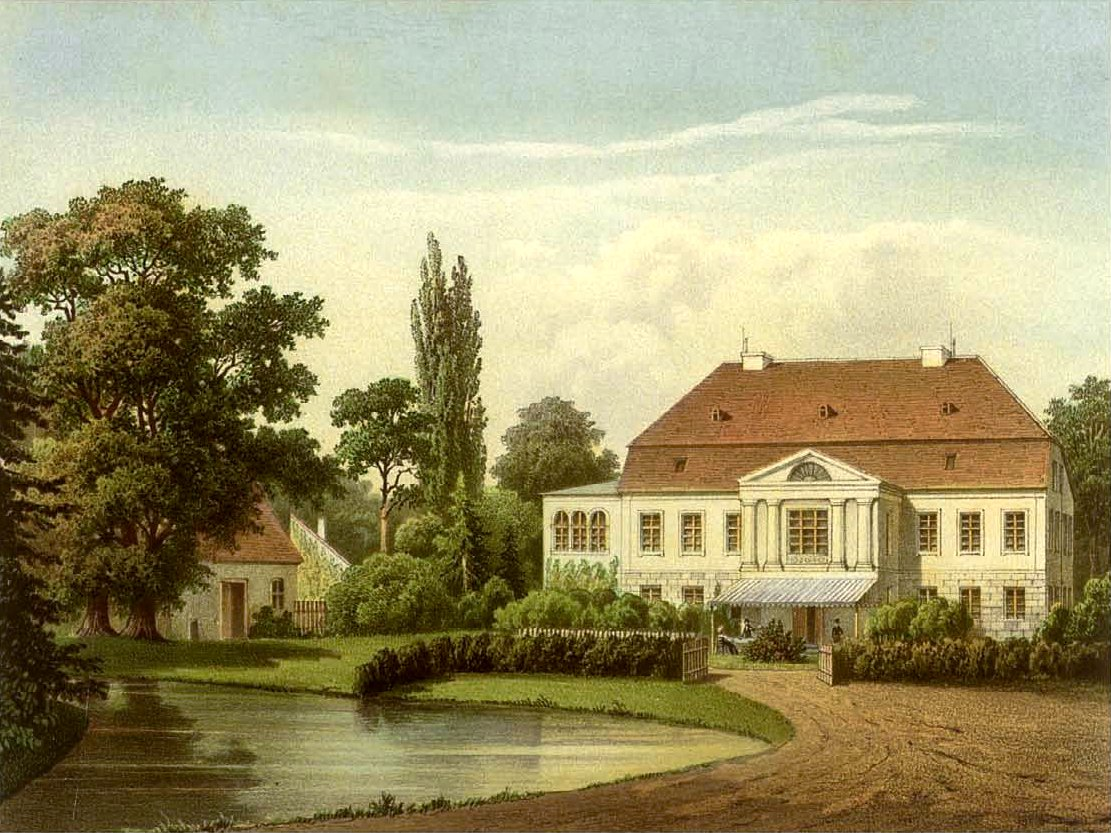
Manoir de Wildschütz vers 1860, collection Alexander Duncker

- 1742–1759 00 Conrad Adolph von Dyhrn-Schönau
- 1760–1764 00 Balthasar Moritz von Prittwitz-Gaffron
- 1770–1771 00 Ludwig Ernst von Randow
- 1772–1783 00 Christian Gustav von Kessel
- 1783–1796 00 Carl Sylvius Gottfried von Naefe
- 1797-1807 00 Wilhelm Leopold von Hautcharmoy
- 1812–1824 00 Friedrich von Mützschefahl (de)
- 1824–1859 00 Moritz Heinrich von Prittwitz
- 1859–1869 00 Rudolf von Berswordt (de)
- 1869-1884 00 Oskar von Rosenberg-Lipinsky (de)
- 1884–1895 00 Wilhelm von Kardorff (de)
- 1895–1914 00 August von Kospoth (de)
- 1914–1920 00 Rudolf Rojahn (de)
- 1921 0000000 Differt (provisoire)
- 1921-1933 00 Hans Unckell (de)
- 1932–1937 00 Herbert Matzke
- 1937–1945 00 Hans Deloch (de)

## Constitution locale
Depuis le XIXe siècle, l'arrondissement d'Œls est divisé en villes de Bernstadt, Hundsfeld (jusqu'en 1928) et Œls, en communes rurales et en districts de domaine. Avec l'introduction de la loi constitutionnelle prussienne sur les communes du 15 décembre 1933 ainsi que le code communal allemand du 30 janvier 1935, le principe du leader est appliqué au niveau municipal. Une nouvelle constitution d'arrondissement n'est plus créée; Les règlements de l'arrondissement pour les provinces de Prusse-Orientale et Occidentale, de Brandebourg, de Poméranie, de Silésie et de Saxe du 19 mars 1881 restent applicables.

## Communes
L'arrondissement d'Œls comprend avant sa dissolution deux villes et 105 communes rurales :
- Allerheiligen
- Alt Ellguth
- Baruthe
- Bernstadt-en-Silésie, ville
- Bogschütz
- Bohrau
- Briese
- Buchenwalde
- Buchenwerder
- Buchwald
- Buselwitz
- Dammer
- Dörndorf
- Eichgrund
- Fürsten Ellguth
- Galbitz
- Gimmel
- Görlitz
- Groß Ellguth
- Groß Graben
- Groß Weigelsdorf
- Groß Zöllnig
- Grüttenberg
- Gutwohne
- Hönigern
- Jackschönau
- Jäntschdorf
- Jenkwitz
- Juliusburg (de)
- Kaltvorwerk
- Karlsburg
- Klein Ellguth
- Klein Oels
- Klein Peterwitz
- Klein Weigelsdorf
- Klein Zöllnig
- Kleinwaltersdorf
- Korschlitz
- Kraschen
- Kritschen
- Krompusch
- Kunersdorf
- Kunzendorf
- Lampersdorf
- Langenhof
- Langewiese
- Lauben
- Leuchten
- Ludwigsdorf
- Malen
- Mirkau
- Mühlatschütz
- Mühlwitz
- Nauke
- Netsche
- Neu Ellguth
- Neudorf b. Bernstadt
- Neudorf b. Juliusburg
- Neuhaus
- Neuhof b. Wiesegrade
- Neuscholle
- Œls, ville
- Pangau
- Peuke
- Pontwitz
- Postelwitz
- Prietzen
- Pühlau
- Raake
- Rathe
- Reesewitz
- Rehwinkel
- Reichenfeld
- Sachsenau
- Sadewitz
- Sakrau
- Schickerwitz
- Schleibitz
- Schmarse
- Schmollen
- Schönau
- Schützendorf
- Schwierse
- Sechskiefern
- Sibyllenort
- Spahlitz
- Stampen
- Stein
- Strehlitz
- Stronn
- Süßwinkel
- Ulbersdorf
- Vielguth
- Vogelgesang
- Wabnitz
- Weidenbach
- Weidenfließ
- Weißensee
- Werden
- Wiesegrade
- Wildschütz
- Wilhelminenort
- Woitsdorf
- Würtemberg
- Zessel
- Ziegelhof
- Zucklau

### Incorporation jusqu'en 1928
- Bernstadt, commune rurale, en 1907 à la ville de Bernstadt
- Grüneiche, le 1er novembre 1928 à Groß Graben
- Hundsfeld, ville, le 1er avril 1928 à Breslau
- Juliusburg, Dorf, le 1er novembre 1928 à Juliusburg
- Juliusburg, ville, le 1er novembre 1928 à Juliusburg
- Klein Mühlatschütz, le 30 septembre 1928 à Mühlatschütz
- Kronendorf, le 30 septembre 1928 à faire la moue
- Kurzwitz, le 1er novembre 1928 à Schickerwitz
- Medlitz, le 1er novembre 1928 à Raake
- Mittel Mühlatschütz, le 30 septembre 1928 à Mühlatschütz
- Neu Schmollen, le 30 septembre 1928 à Vielguth
- Neuhof près de Raake, sur 1er novembre 1928 à Raake
- Nieder Mühlwitz, le 30 septembre 1928 à Mühlwitz
- Nieder Prietzen, sur 1er juin 1904 à Prietzen
- Nieder Schmollen, le 30 septembre 1928 à Schmollen
- Nieder et Ober Mühlatschütz, le 30 septembre 1928 à Mühlatschütz
- Ober Mühlwitz, le 30 septembre 1928 à Mühlwitz
- Ober Prietzen, sur 1er juin 1904 à Prietzen
- Ober Schmollen, le 30 septembre 1928 à Schmollen
- Pischkawe, sur 1er novembre 1928 à Raake
- Rotherinne, le 1er novembre 1928 à Schickerwitz
- Schwundnig, le 1er novembre 1928 à Schickerwitz
- Tschertwitz, le 1er novembre 1928 à Schickerwitz

## Noms de lieux
Entre 1935 et 1937, plusieurs communes de l'arrondissement d'Œls sont renommées: 
- Bartkerey → Buchenwalde
- Buckowintke → Buchenwerder
- Döberle → Karlsburg
- Dobrischau → Reichenfeld
- Domatschine → Sachsenau
- Laubsky → Lauben
- Loischwitz → Rehwinkel
- Maliers → Malen
- Ostrowine → Devenir
- Patschkey → Weidenfließ
- Zantoch → Neuscholle

## Personnalités liées à l'arrondissement
- Gustav von Kessel (1760-1827), général né à Klein Ellguth
- August Ludwig von Nostitz (1777-1866), général né à Zessel
- Hugo Friedländer (1847-1918), journaliste né à Bernstadt-en-Silésie
- Maximilian von Prittwitz (1848-1917), général né à Bernstadt-en-Silésie